# Тихоокеанско-азиатский чемпионат по кёрлингу среди юниоров 2011
Тихоокеанско-азиатский чемпионат по кёрлингу среди юниоров 2011 проводился в городе Несби (Новая Зеландия) с 10 по 16 января 2011 года одновременно для мужских и женских команд. Чемпионат являлся квалификационным турниром для участия в чемпионате мира 2011 (квалифицировались по одной лучшей мужской и женской команде), проводился в 7-й раз.
В мужской и женской частях чемпионата принимали участие по 5 команд.
В мужском турнире для участия в чемпионате мира квалифицирована сборная Китая.
В женском турнире для участия в чемпионате мира квалифицирована сборная Японии.

## Формат соревнований
И в мужском, и в женском турнирах команды в одной группе играют между собой по круговой системе в два круга. Команды в группе ранжируются по количеству побед, при одинаковом количестве побед у двух или более команд — по результату встречи между этими командами, если команды претендуют на одно из первых трёх мест в группе (с которого могут выйти во второй этап, плей-офф) — проводится дополнительный матч между этими командами (тай-брейк). Три лучшие команды проходят во второй этап, плей-офф, проводящийся по «неполной» олимпийской системе: команды, занявшие на групповом этапе 2-е и 3-е место, встречаются в полуфинале, победитель полуфинала играет в финале с командой, занявшей на групповом этапе 1-е место.
Все матчи играются в 10 эндов. Время начала матчей указано местное (UTC+12).

## Мужской турнир

### Составы команд
| Команда          | Четвёртый      | Третий         | Второй        | Первый        | Запасной           | Тренер          |
| ---------------- | -------------- | -------------- | ------------- | ------------- | ------------------ | --------------- |
| Австралия        | Maxwell Thomas | Angus Young    | Daniel Ross   | Grant Hamsey  | Sam Williams       |                 |
| Китай            | Huang Ji Hui   | Ба Дэсинь      | Ма Сююэ       | Чжан Жунжуй   | Ван Цзиньбо        | Ли Хунчэнь      |
| Новая Зеландия   | Sam Miller     | Michael Smith  | Liam Dowling  | Willie Miller | Tim McMillan       |                 |
| Республика Корея | Ким Джон Мин   | Jang Jin-Yeong | Kim San       | Со Мин Гук    | Kim Woo-Ram-Mi-Roo | Jeong Hong-Seuk |
| Япония           | Юта Мацумура   | Ёсиро Симидзу  | Yuki Tsuchiya | Hiroaki Ogawa | Юсаку Сибая        |                 |

Скипы выделены полужирным шрифтом